# Fairey Swordfish
Fairey Swordfish – brytyjski pokładowy samolot torpedowo-bombowy i rozpoznawczy okresu II wojny światowej, zbudowany w 1935 roku w wytwórni Fairey Aviation Co. Ltd

## Historia
W 1933 roku w angielskiej Fairey Aviation Company Limited, z własnej inicjatywy firmy skonstruowano samolot bombowo-torpedowy i rozpoznawczy oznaczony jako TSR I (Torpedo-Strike-Reconnaissance). Prototyp został oblatany w dniu 31 marca 1933 roku. Samolot miał typową dla brytyjskich samolotów torpedowych tego okresu, konserwatywną konstrukcję dwupłata z odkrytymi kabinami trzyosobowej załogi i stałym podwoziem. Napędzany był silnikiem gwiazdowym Bristol Pegasus II M (640 KM). Po katastrofie prototypu 11 września 1933, wytwórnia zbudowała drugi ulepszony prototyp, TSR II, tym razem uwzględniając także wymagania brytyjskiego Ministerstwa Lotnictwa na samolot torpedowy nr S.15/33. W celu polepszenia osiągów, otrzymał on silnik o większej mocy Bristol Pegasus III M3 (690 KM). Dokonano w nim również niewielkich zmian konstrukcyjnych, w tym przedłużono tylną część kadłuba i zmieniono kształt usterzenia. Drugi prototyp został oblatany 17 kwietnia 1934 roku. W toku prób, wyposażono go również w pływaki, z którymi odbył pierwszy lot 10 listopada 1934. Po wszechstronnych próbach, prowadzonych m.in. na lotniskowcu HMS Courageous, samolot został oceniony jako udana konstrukcja i zaakceptowany na uzbrojenie brytyjskiego lotnictwa marynarki wojennej, otrzymując nazwę Swordfish (od gatunku ryby – miecznika). 23 kwietnia 1935 fabryka otrzymała pierwsze zamówienie na 86 sztuk. Pierwszy seryjny samolot został oblatany 31 grudnia 1935, a produkcja na większą skalę ruszyła w 1936.
Pierwszą i przez długi czas jedyną wersją seryjną był Fairey Swordfish Mk. I, budowany zarówno w podstawowej wersji samolotu pokładowego bombowo-torpedowo-rozpoznawczego z podwoziem kołowym, bazującego na lotniskowcach, jak i w różniącej się jedynie podwoziem wersji wodnosamolotu pływakowego.
Po wybuchu II wojny światowej, pomimo opracowania jego następcy Fairey Albacore, produkcja Swordfisha w wersji torpedowej była kontynuowana. Wyprodukowano łącznie 992 sztuki wersji Mk.I do 1941 roku, z tego ostatnie 300 w zakładach Blackburn Aircraft, gdzie przeniesiono ją z uwagi na przeciążenie zakładów Fairey. Kolejne wersje produkował jedynie Blackburn.
Wkrótce po wybuchu wojny okazało się, że konstrukcja samolotu jest już przestarzała i jako samolot torpedowy może odnosić sukcesy jedynie w braku przeciwdziałania lotnictwa przeciwnika. W roli tej zastąpiono go więc nowszymi konstrukcjami, lecz mimo to produkcję Swordfisha kontynuowano, z nowym przeznaczeniem, jako samolotu nadającego się do zwalczania okrętów podwodnych. W 1943 roku rozpoczęto produkcję nowej wersji samolotu Swordfish Mk. II. Główną różnicą w konstrukcji było przystosowanie go do przenoszenia niekierowanych pocisków rakietowych do zwalczania okrętów podwodnych. Zastosowanie tego uzbrojenia wymagało pokrycia dolnej części płata blachą w celu uchronienia go przed płomieniami wylotowymi z silników rakiet. Ponadto większość samolotów tej wersji miała mocniejszy silnik Bristol Pegasus 30 (750 KM / 552 kW). W wersji tej zbudowano do 1944 roku 1080 samolotów (łącznie z przebudowanymi na Mk. IV).
W celu zwiększenia możliwości wykrywania w nocy wynurzonych okrętów podwodnych, prowadzono od grudnia 1939 próby nad zastosowaniem radaru pokładowego do obserwacji powierzchni morza. Pod koniec 1943 rozpoczęto produkcję ostatniej wersji samolotu Swordfish Mk. III, różniącej się od wersji Mk. II zastosowaniem radaru ASV Mk. X, którego osłonę umieszczono między goleniami podwozia. Kabina nawigatora-operatora radaru została zakryta. Samoloty te miały silniki Pegasus XXX. Zbudowano 320 samolotów tej wersji.
Samoloty wersji Mk. II i III operujące z małych lotniskowców eskortowych i statków handlowych z pokładem startowym (MAC-ship – Merchant Aircraft Carrier), były przystosowane do montowania rakietowych przyspieszaczy startowych (JATO), skracających rozbieg z 200 do 82 m.
Wersja Swordfish Mk. IV były to montowane w Kanadzie samoloty wersji Mk. II, służące do szkolenia lotników morskich. Z powodu używania w warunkach mroźnych zim, wyposażono je w zakrytą oszkloną kabinę załogi. Skompletowano w ten sposób co najmniej 15 samolotów (dokładna liczba nie jest znana).
Produkcję seryjną samolotów Fairey Swordfish zakończono 18 sierpnia 1944 roku, po wyprodukowaniu we wszystkich wersjach 2392 samolotów.
Wersje samolotu Fairey Swordfish:

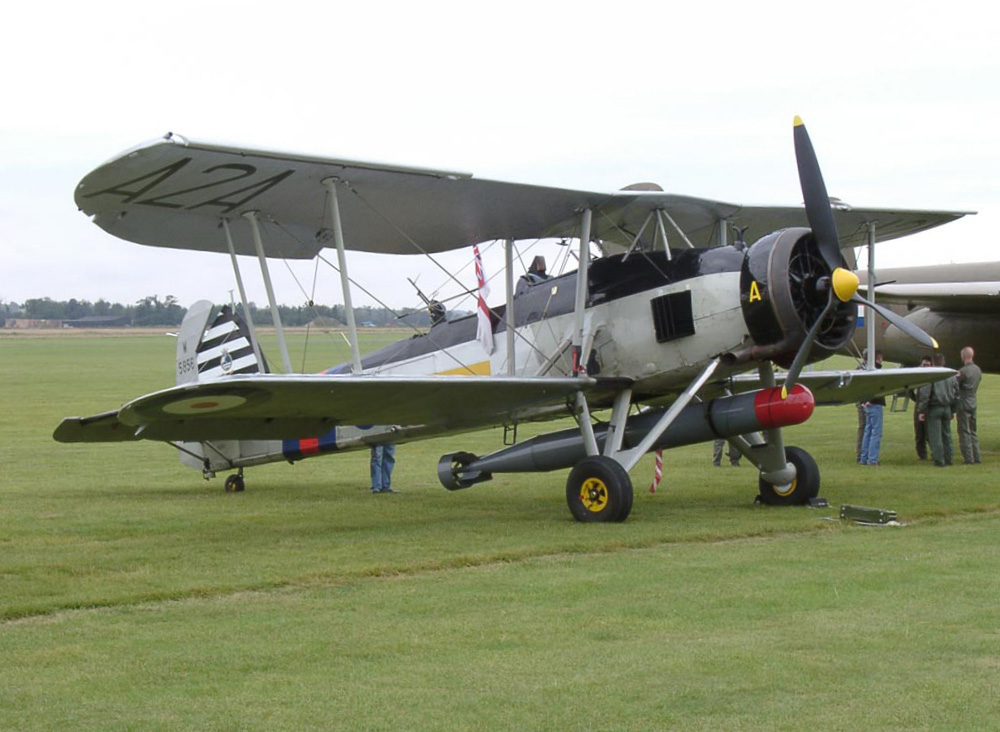
Samolot Fairey Swordfish na lotnisku (zdjęcie z pokazu w Duxford w 2002 roku)

- Mk. I – wersja podstawowa pokładowego samolotu torpedowego i rozpoznawczego lub wodnosamolotu
- Mk. II – wersja do zwalczania okrętów podwodnych, uzbrojona w niekierowane pociski rakietowe, część z mocniejszym silnikiem Bristol Pegasus 30
- Mk. III – wersja do zwalczania okrętów podwodnych, wyposażona w radar ASV Mk. X, pociski rakietowe i silnik Pegasus 30
- Mk. IV – wersja szkolna samolotu Mk. II, montowana w Kanadzie i posiadająca zakryte kabiny.

## Użycie w lotnictwie
Pierwsze samoloty Fairey Swordfish Mk. I zostały dostarczone w lipcu 1936 roku do 825 dywizjonu Fleet Air Arm (FAA) – lotnictwa brytyjskiej Marynarki Wojennej, stacjonującego na lotniskowcu HMS Glorious. Następnie były sukcesywnie dostarczane do pozostałych dywizjonów – 811, 812, 810, 820, 821, 822, 823, 824 i 814, zastępując do 1938 roku samoloty Fairey Seal, Blackburn Baffin i Blackburn Shark i stając się jedynym używanym typem brytyjskiego pokładowego samolotu torpedowego, do 1940 roku. Tuż po wybuchu wojny, do stycznia 1940, utworzono ponadto dywizjony 815, 816, 818 i 819 FAA, zwiększając liczbę bojowych dywizjonów Swordfishy do 14, bazujących na lotniskowcach. Używane były ponadto w jednostkach szkolnych, a następnie także w jednostkach nabrzeżnych. Wodnosamoloty Swordifsh używano na części pancerników i krążowników jako maszyny rozpoznawcze.
W czasie II wojny światowej samoloty Fairey Swordfish po raz pierwszy wzięły udział w akcji bojowej już 14 września 1939, atakując nieskutecznie okręt podwodny U-30. Samoloty te następnie używane były aktywnie w kampanii norweskiej. 13 kwietnia 1940 wodnosamolot pokładowy Swordfish pancernika HMS „Warspite” oddał duże usługi, rozpoznając niemieckie niszczyciele w fiordzie podczas bitwy morskiej o Narwik, co doprowadziło do ich zniszczenia. Ta sama załoga następnie zatopiła tego dnia niemiecki okręt podwodny U-64, będący pierwszym U-Bootem zatopionym w II wojnie światowej przez lotnictwo marynarki brytyjskiej (pierwszy okręt przez RAF zatopiony został w marcu). Samoloty te wspierały też desant w Narwiku. Samoloty bazujące w Wielkiej Brytanii wzięły udział w kampanii francuskiej, podczas której głównie używane były do minowania wód za pomocą lotniczych min morskich, ponosząc spore straty. Swordfishe były też pierwszymi alianckimi samolotami bombardującymi terytorium Włoch – Genuę 14 czerwca 1940.
Pomimo że w chwili wybuchu wojny Swordfish był samolotem przestarzałym, z powodu swojej niskiej prędkości i słabej zwrotności niemającym szans w starciu z myśliwcami wroga, stanowiącym także łatwy cel dla artylerii przeciwlotniczej, lecz w warunkach początkowego etapu wojny w Europie, rzadko stykając się z przeciwdziałaniem lotniczym, odnosił paradoksalnie spore sukcesy. Potwierdził przy tym swoje zalety, jak dobre własności lotne, odporność i niezawodność. Na Morzu Śródziemnym, w zmienionej sytuacji politycznej, Swordfishom przyszło walczyć z pancernikami francuskimi (atak na Mers-el-Kebir i na pancernik „Richelieu”). Spore sukcesy odnosiły Swordifshe w walkach z włoską marynarką. Największy sukces to atak 21 samolotów tego typu startujących z lotniskowców w nocy z 11 na 12 listopada 1940 roku, które w dwóch nalotach zaatakowały jednostki floty włoskiej w porcie Tarent, w wyniku czego uszkodzono 3 pancerniki włoskie i krążownik. Podczas bitwy koło przylądka Matapan 28 marca 1941, torpedy samolotów Swordfish unieruchomiły krążownik „Pola”, umożliwiając jego zatopienie.

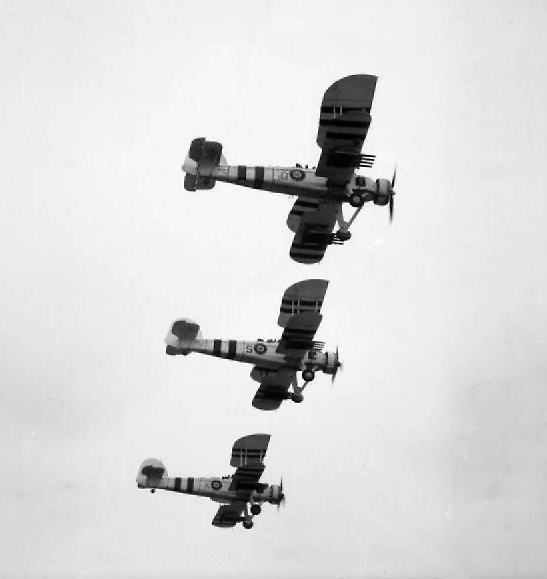
Trzy samoloty Fairey Swordfish
(1 sierpnia 1944)

W maju 1941 roku samoloty Fairey Swordfish z dywizjonów 810 i 818 z lotniskowca HMS „Ark Royal” oraz z dywizjonu 825 z lotniskowca HMS „Victorious” wzięły udział w akcji poszukiwania niemieckiego pancernika „Bismarck”. Po kilkakrotnych atakach, 2 torpedy zrzucone przez samoloty Swordfish trafiły „Bismarcka”, z tego jedna uszkodziła mu ster, uniemożliwiając jego ucieczkę. Sukces ten miał kluczowe znaczenie dla całej operacji wytropienia, pościgu i w konsekwencji zatopienia niemieckiego okrętu.
W późniejszym okresie samoloty Fairey Swordfish zostały zastąpione w roli samolotów torpedowych przez nowsze konstrukcje i ich podstawowym zadaniem stała się osłona konwojów oraz wyszukiwanie i zwalczanie niemieckich okrętów podwodnych. Od końca 1941 roku używano ich na lotniskowcach eskortowych, a od 1943 na 19 statkach z pokładem lotniczym MAC-ships.
W lotnictwie polskim samolotów Fairey Swordfish nie używano. Polscy lotnicy spotkali jednak te samoloty w bazie naprawczej nr 38 w Llandow w Walii, gdzie je oblatywali po remontach. Także grupa polskich pilotów płynących na lotniskowcu „Furious” do Takoradi w Afryce na przełomie 1940/41 roku latała na nich okazyjnie w lotach bojowych jako członkowie załóg. Ostatni lot bojowy wykonał Swordfish ze 119. dywizjonu, miało to miejsce na kilka godzin przed kapitulacją III Rzeszy.

## Opis konstrukcji
Trzymiejscowy samolot torpedowo-bombowy i rozpoznawczy, przeznaczony do operowania z lotniskowców, lub wodnosamolot rozpoznawczy operujący z wyrzutni katapultowych. Jednosilnikowy dwupłatowiec zastrzałowy o konstrukcji metalowej, pokryty płótnem. Kadłub konstrukcji kratownicowej, w przedniej części pokryty blachą. Z przodu kadłuba silnik, za nim zbiorniki oleju i paliwa. W środkowej części trzy odkryte kabiny załogi w układzie tandem. Przed pilotem i nawigatorem znajdowały się wiatrochrony. Usterzenie klasyczne, statecznik poziomy podparty zastrzałami. Skrzydła były składane do tyłu w celu ułatwienia hangarowania, składały się z części centralnych i dwóch części zewnętrznych. Górny płat o lekkim skosie i nieco większej rozpiętości. Załoga: 3 osoby, z przodu: pilot, za nim nawigator-bombardier i strzelec-obserwator (czasami latano bez nawigatora). Podwozie samolotu klasyczne, stałe, z kółkiem ogonowym. Pod tylną częścią kadłuba hak hamujący. Samolot był wyposażony w nadmuchiwany za pomocą sprężonego powietrza ponton ‘dinghy’ dla załogi, w komorze w lewym górnym skrzydle.
Uzbrojenie strzeleckie: 1 stały zsynchronizowany karabin maszynowy pilota Vickers 7,7 mm umieszczony w prawej burcie kabiny, zasilany z taśmy i 1 ruchomy karabin maszynowy Vickers K lub Lewis 7,7 mm na tylnym stanowisku strzeleckim, obsługiwany przez strzelca. Uzbrojenie podwieszane na zamku podkadłubowym i kilku zamkach pod dolnym płatem, w postaci torpedy lotniczej kaliber 457 mm, miny morskiej o masie 680 kg lub bomb o masie łącznej 730 kg. Stosowano głównie bomby o masie 113 kg i 225 kg lub bomby głębinowe. Na ośmiu dodatkowych zamkach pod skrzydłami można było podwiesić bomby oświetlające. Wersje Mk. II i Mk. III mogły przenosić 8 niekierowanych pocisków rakietowych 127 mm na prowadnicach pod dolnym płatem. Wersja Mk. III nie przenosiła uzbrojenia pod kadłubem z uwagi na osłonę radaru.
Napęd – 1 silnik gwiazdowy Bristol Pegasus, 9-cylindrowy, osłonięty pierścieniem Townenda, śmigło trójłopatowe, metalowe, o stałym skoku i średnicy 3,56 m.

## Dane lotno-taktyczne
| Model                         | Mk. I                                                    | Mk. II                                               | Mk. III                                              |
| ----------------------------- | -------------------------------------------------------- | ---------------------------------------------------- | ---------------------------------------------------- |
| Masa własna [kg]              | 1903                                                     | 2131,5                                               | 2131,5                                               |
| Masa całkowita (w locie) [kg] | 3502                                                     | 3405,8                                               | 3405,8                                               |
| Napęd                         | 1 silnik Bristol Pegasus III M3 o mocy 690 KM (507,5 kW) | 1 silnik Bristol Pegasus 30 o mocy 750 KM (551,6 kW) | 1 silnik Bristol Pegasus 30 o mocy 750 KM (551,6 kW) |
| Prędkość maksymalna [km/h]    | 248                                                      | 222                                                  | 231,7                                                |
| Prędkość przelotowa [km/h]    | 170                                                      | 185                                                  | 185                                                  |